# 红河龙属
红河龙属（学名：Honghesaurus）是肿肋龙科的一属。

## 下属物种
本属包括以下物种：
- 长尾红河龙 Honghesaurus longicaudalis Xu, Ren, Zhao, Liao & Feng. 2022[1]